# Dobrusj
Dobrusj (belarusiska: Добруш; även ryska: Добруш) är en stad i Homels voblast i sydöstra Belarus. Huvudort i Dobrusj rajon. Dobrusj hade 18 380 invånare år 2016.